# چین در المپیک تابستانی ۱۹۹۶
چین در بازی‌های المپیک تابستانی ۱۹۹۶ که در شهر آتلانتا ایالات متحده آمریکا برگزار شد، کاروان چین با ۲۹۴ ورزشکار در این رقابت‌ها شرکت کرد و موفق به کسب ۵۰ مدال (۱۶ طلا، ۲۲ نقره، ۱۲ برنز) شد. در جدول رتبه‌بندی توزیع مدال‌ها، چین در ردهٔ ۴ مسابقات قرار گرفت.